# Покровская церковь (Красиловка)
Покровская церковь — православный храм и памятник архитектуры местного значения в Красиловке.

## История
Распоряжением Черниговской областной государственной администрации от 27.01.2000 № 37 присвоен статус памятник архитектуры местного значения с охранным № 87-Чг под названием Покровская церковь. Установлена информационная доска.

## Описание
Покровская церковь — редкий на Черниговщине пример неорусского стиля. Построена в 1894 году на средства семьи Кулишей на месте деревянной церкви, построенной, по приданиям, при участии Стефана Яворского. 
Каменная, неоштукатуренная, шестистолпная, одноглавая, крестово-купольная церковь, удлинённая по оси запад—восток. С востока к центральному объёму (нефу) примыкает округлая апсида. Храм был увенчан шатром с фонариком на восьмерике (не сохранился), сейчас — маленьким куполом на глухом восьмигранном барабане. С запада соединяется с двухъярусной колокольней — восьмерик на четверике, увенчанный шатром. На 1-м ярусе расположен главный вход, второй ярус и шатёр — не сохранились. Так как не сохранились (были разрушены) оригинальные шатры над нефом и колокольней, храм перекрыт двухскатной крышей. С севера и юга к колокольне (слева и справа от главного входа) примыкают укрытые шатрами тамбуры-крыльца, к которым ведут лестницы (сохранились только стены).
В декоре фасадов использована орнаментальная кирпичная кладка. В интерьере сохранились остатки росписи в алтарной части и подписаны портреты основателей на верхних плоскостях пилонов.
|                 |                     |                                  |                         |
| общий вид храма | южная сторона храма | апсида с восточной стороны храма | северный тамбур-крыльцо |